# قیدار نبی (آرامگاه)
آرامگاه قیدار نبی مربوط به سدهٔ ۷ و ۸ ه‍.ق است و در مرکز شهر قیدار (خدابنده) واقع شده و این اثر در تاریخ ۲۱ آبان ۱۳۱۷ با شمارهٔ ثبت ۳۲۱ به‌عنوان یکی از آثار ملی ایران به ثبت رسیده‌است.
قیدار نبی یا قیدار بن اسماعیل بن ابراهیم بنا به شواهد بحارالانوار جد سی‌اُم پیامبر اسلام و به نقل تاریخ یعقوبی اسماعیل نبی دوازده پسر داشته که قیدار بزرگترین پسر او و پس از او جانشین پدر و پیامبری را به عهده داشته‌است. او یکی از اجداد عرب‌های عدنانی هست.
انتساب این بقعه به قیدار نبی با استشهاد ۶۵ نفر از علمای طراز اول (از جمله رجالی معاصر سید شهاب‌الدین مرعشی نجفی) مورد تأیید قرار گرفته‌است. این بقعه در زمان بلغار خاتون زن غازان خان تخریب و مجدداً در سال ۷۱۹ قمری احداث شد. در تاریخ ۱۳۱۹ قمری این بقعه توسط شخصی به‌نام جهانشاه‌خان امیرافشار خان مرمت شد.

## نگارخانه

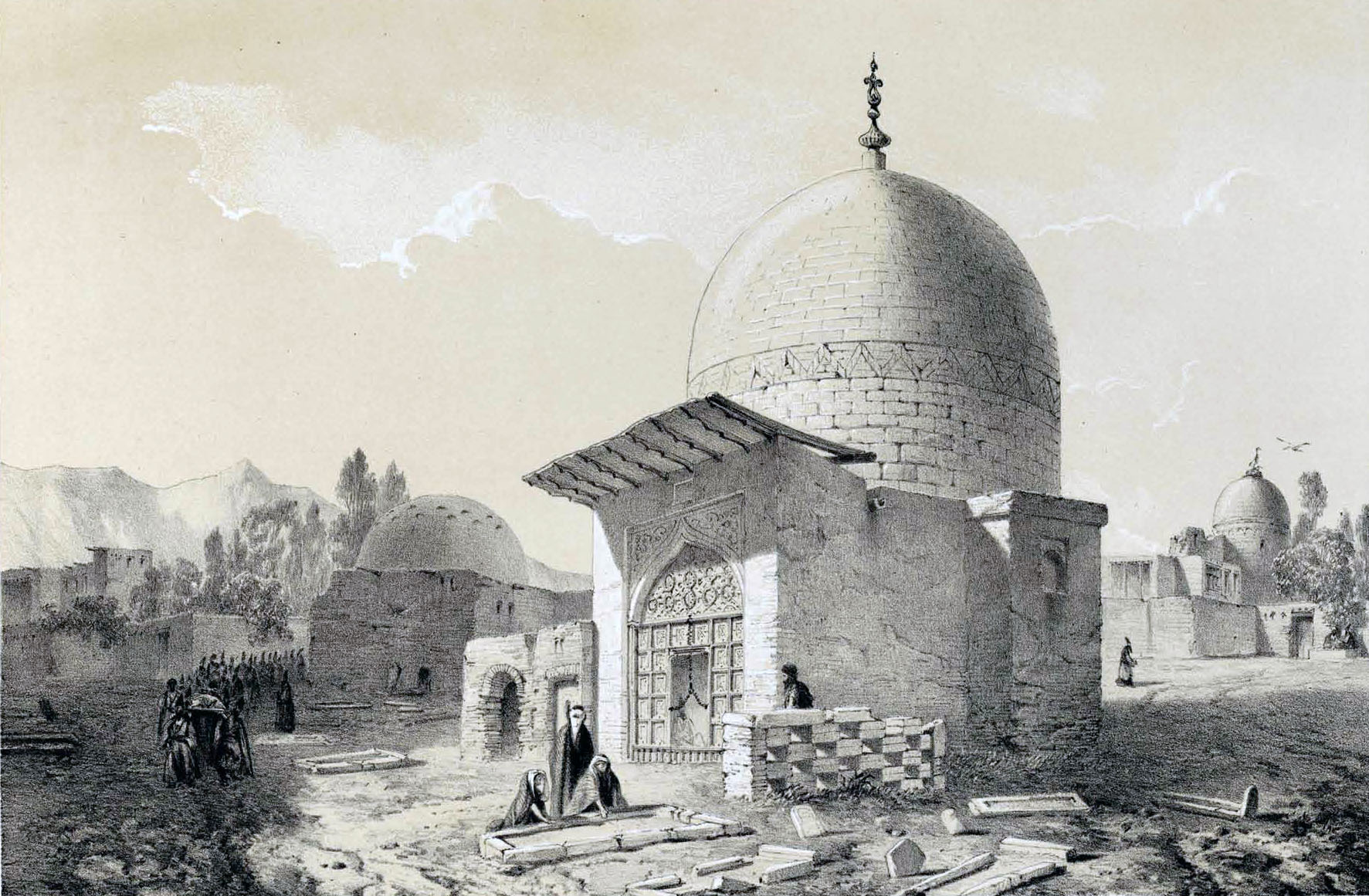
اوایل دورهٔ قاجار
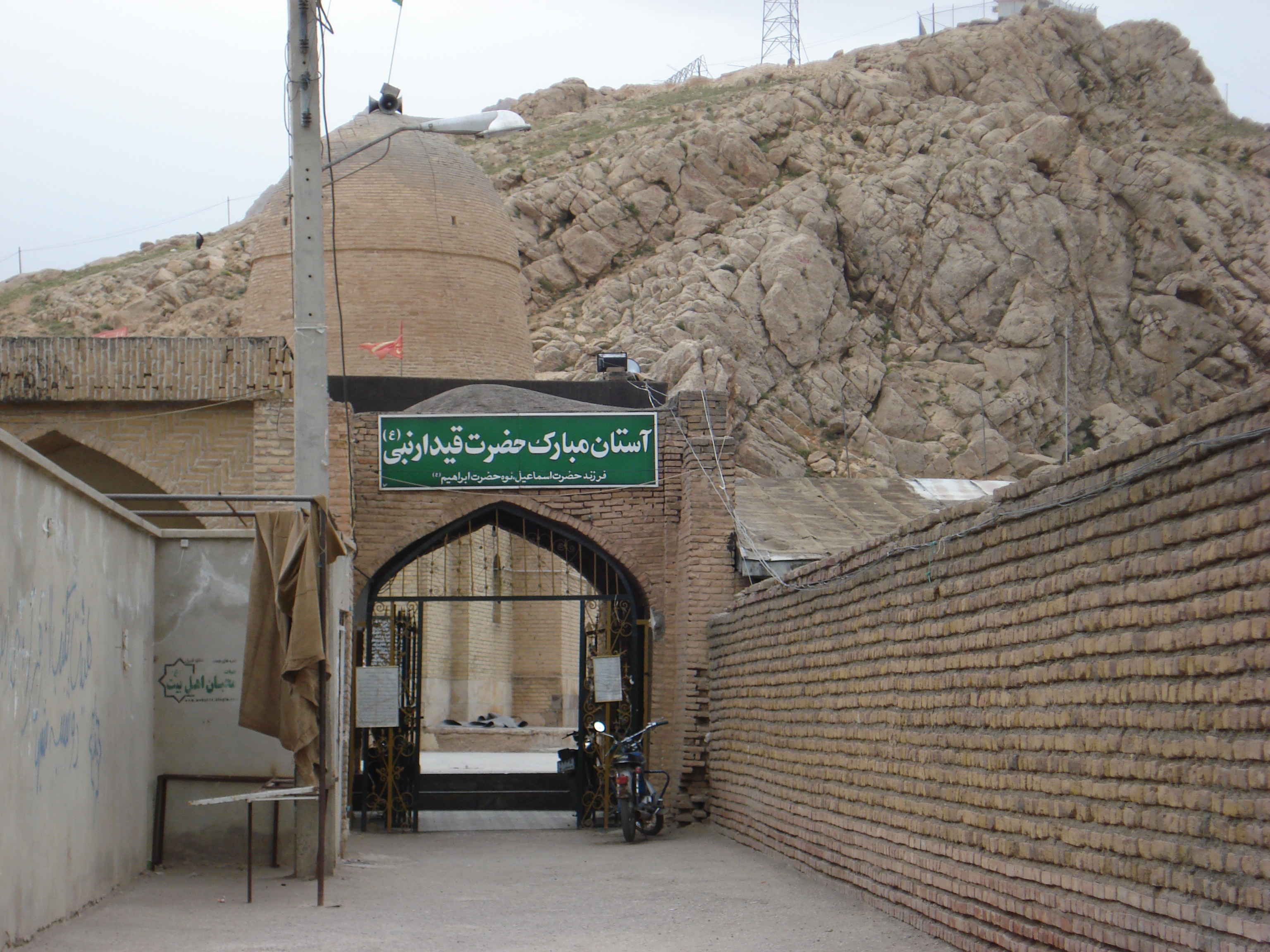
ورودی آرامگاه قیدار نبی
بخش داخلی بنای آرامگاه قیـدار نبـی
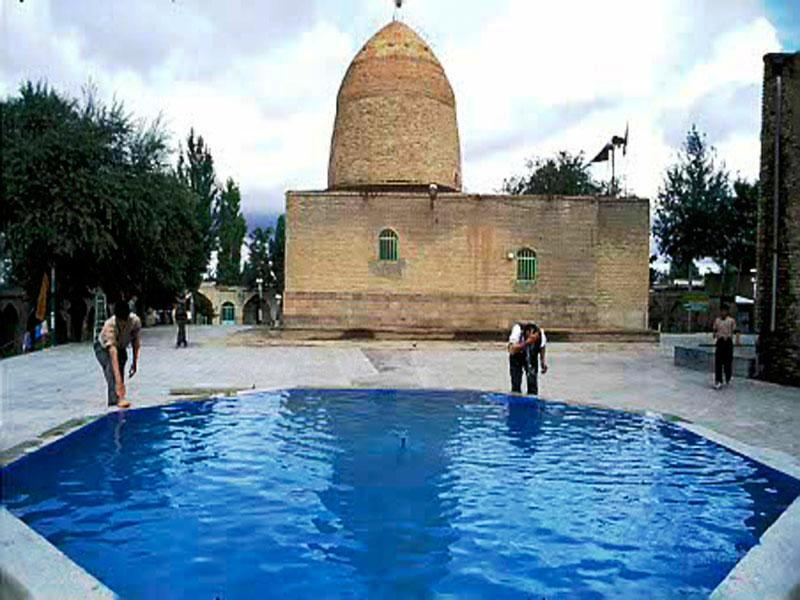
صحن آرامگاه
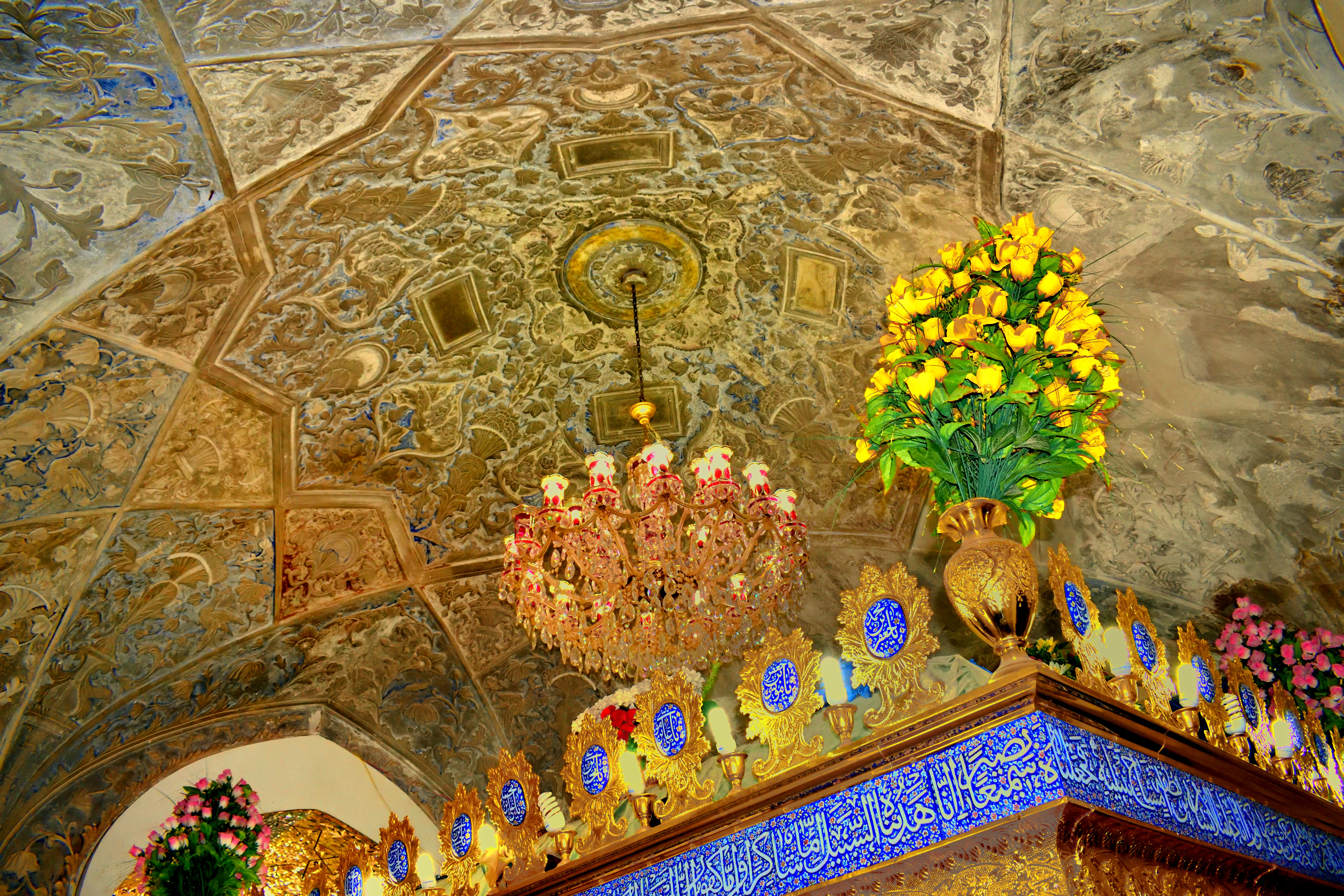
درون آرامگاه
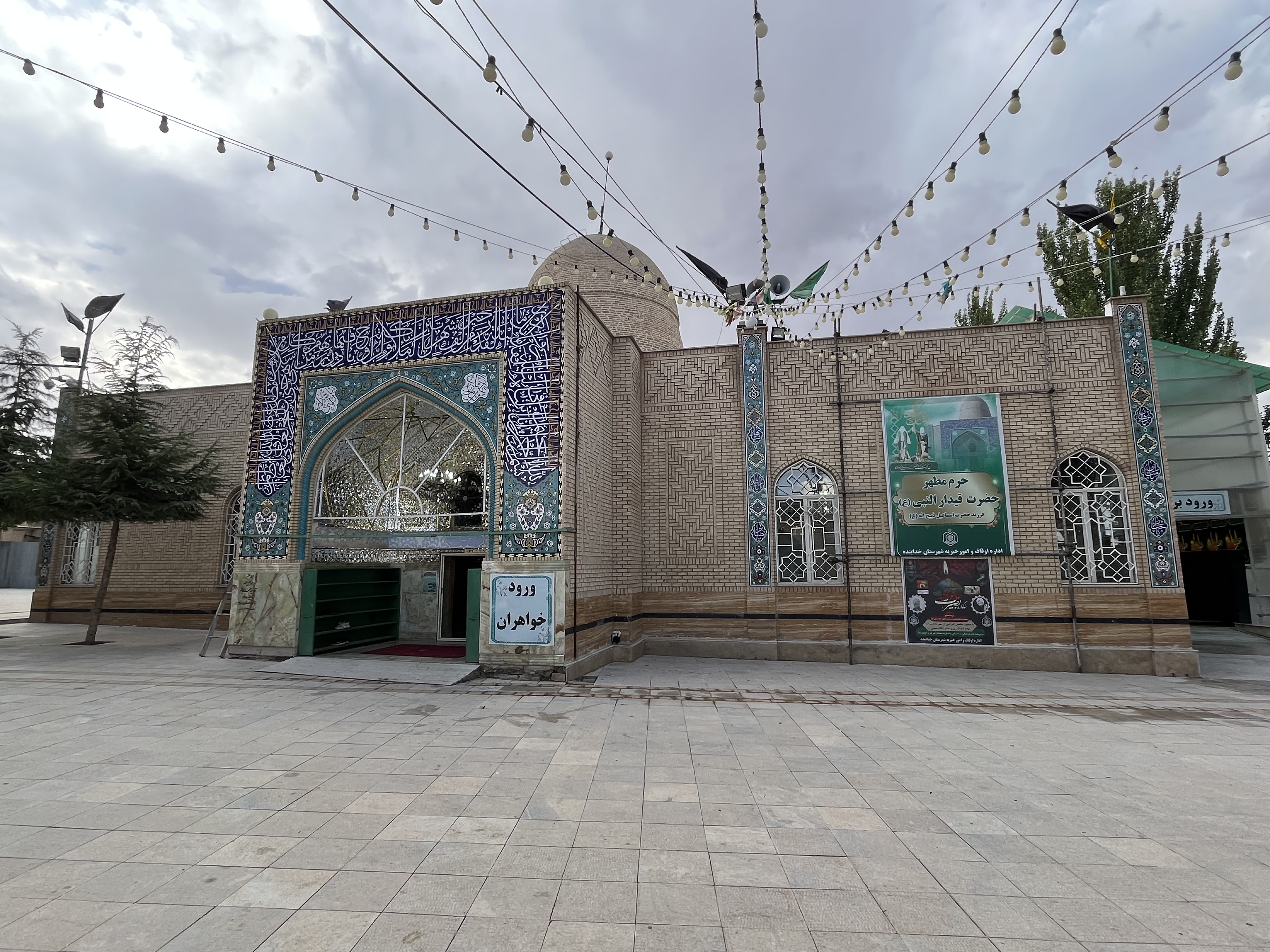